# Paul Sidwell
Paul James Sidwell là một nhà ngôn ngữ học người Úc, từng đảm nhiệm các vị trí nghiên cứu và giảng dạy tại Đại học Quốc gia Úc ở Canberra, Úc. Ông là một chuyên gia và nhà tư vấn về ngôn ngữ học pháp y, nổi bật với công trình về ngôn ngữ học lịch sử của ngữ hệ Nam Á, và đã xuất bản các bản phụng dựng các ngôn ngữ Nam Á, Ba Na, Cơ Tu, Palaung, Khasi, and Nicobar nguyên thuỷ. Ông hiện là chủ tịch của Hiệp hội Ngôn ngữ học Đông Nam Á (SEALS) và cũng thường xuyên tổ chức Hội nghị Quốc tế về Ngôn ngữ học Nam Á (ICAAL).

## Sự nghiệp
Năm 2001, Paul Sidwell được bổ nhiệm làm nhà khoa học hợp tác tại Viện nghiên cứu nhân chủng tiến hóa Max Planck, Leipzig. Từ năm 2001 đến năm 2004, ông là Nghiên cứu viên Sau Tiến sĩ của Hội đồng Nghiên cứu Úc tại Đại học Quốc gia Úc và tiếp tục ở lại đó từ năm 2005 đến 2007 với tư cách là nghiên cứu viên thỉnh giảng, được tài trợ bởi Viện Max Planck.  Từ năm 2007 đến 2011, ông là giám đốc Dự án Ngôn ngữ Môn-Khmer tại Trung tâm Nghiên cứu Ngôn ngữ học tính toán ở Bangkok, và từ năm 2012 đến 2016 là nghiên cứu viên Tương lai của Hội đồng Nghiên cứu Úc tại Đại học Quốc gia Úc, làm việc trong Dự án Từ vựng Nam Á. Cho đến hết năm 2016, ông gia nhập Trung tâm Nghiên cứu Ngôn ngữ học Tính toán, tại Bangkok, với tư cách là nhà ngôn ngữ học tư vấn cho Dự án DARPA/LORELEI.Từ năm 2017, ông là đối tác của Language Intelligence và là giảng viên danh dự của Đại học Quốc gia Úc từ năm 2017 đến 2018. Từ năm 2019 đến năm 2021, ông là cộng tác viên danh dự tại Khoa Ngôn ngữ học của Đại học Sydney.

## Đời tư cá nhân
Ông hiện tại đang sống tại Batemans Bay, New South Wales.

## Tác phẩm

### Sách
- Sidwell, Paul; Jenny, Mathias, biên tập (2021). The Languages and Linguistics of Mainland Southeast Asia (PDF). De Gruyter. doi:10.1515/9783110558142. ISBN 978-3-11-055814-2. S2CID 242359233.
- Jenny, Mathias and Paul Sidwell (eds). The handbook of Austroasiatic languages. Leiden, Boston: Brill.
- Sidwell, Paul. 2015. The Palaungic Languages: Classification, Reconstruction and Comparative Lexicon. Munich: Lincom Europa.
- Sidwell, Paul and Philip Jenner. 2010. Old Khmer Grammar. Canberra: Pacific Linguistics.
- Sidwell, Paul. 2009. Classifying the Austroasiatic Languages: history and state of the art. Munich: Lincom Europa.
- Sidwell, Paul. 2005. The Katuic Languages: classification, reconstruction and comparative lexicon. Munich: Lincom Europa.
- Sidwell, Paul and Pascale Jacq. 2003. A Handbook of Comparative Bahnaric: volume 1 — West Bahnaric. Canberra: Pacific Linguistics 551.
- Sidwell, Paul. 2000. Proto South Bahnaric: a reconstruction of a Mon-Khmer language of Indo-China. Canberra: Pacific Linguistics 501.
- Sidwell, Paul and Pascale Jacq. 2000. A Comparative West Bahnaric Dictionary. Munich: Lincom Europa.
- Sidwell, Paul and Pascale Jacq. 1999. Sapuan (Sepuar). Munich: Lincom Europa.
- Sidwell, Paul and Pascale Jacq. 1999. Loven (Jruq) Consolidated Lexicon. Munich: Lincom Europa.

### Luận án
- Sidwell, Paul. 1998. A reconstruction of Proto-Bahnaric. Ph.D. dissertation. University of Melbourne.